# Moskevské procesy
Moskevské procesy (též Stalinské procesy) byla čtveřice vykonstruovaných politických procesů, která se v Sovětském svazu uskutečnila koncem 30. let 20. století. Generální tajemník Komunistické strany Sovětského svazu Josif Vissarionovič Stalin dal během těchto procesů zlikvidovat své potenciální protivníky v komunistické straně odstavené od moci většinou ještě ve 20. letech a rovněž své oponenty ve velení Rudé armády. Následně teror, perzekuce a rozsáhlé čistky postihly celou sovětskou společnost, přičemž toto období v dějinách Sovětském svazu bývá označováno jako tzv. Velká čistka.
Během prvního monstrprocesu byli v srpnu 1936 k smrti odsouzeni a popraveni Grigorij Zinovjev, Lev Kameněv a dalších čtrnáct lidí, kteří byli obviněni ze špionáže a příprav převratu. Při druhém procesu bylo na počátku roku 1937 k trestu smrti odsouzeno třináct „trockistů“ a zbylí čtyři obžalovaní byli odsouzeni na deset a osm let vězení, přičemž k jejich popravě došlo mezi lety 1939 a 1941. V třetím procesu zaměřeném proti armádním špičkám byl zatčen a z příprav ozbrojeného převratu obviněn i maršál Tuchačevskij. On a dalších sedm velitelů bylo popraveno v létě 1937. Poslední vykonstruovaný proces z března 1938 se zaměřil na „pravicovou opozici“ ve straně, přičemž byl zatčen a popraven i bývalý lidový komisař vnitra a iniciátor prvních procesů, Genrich Jagoda.

## Situace v SSSR

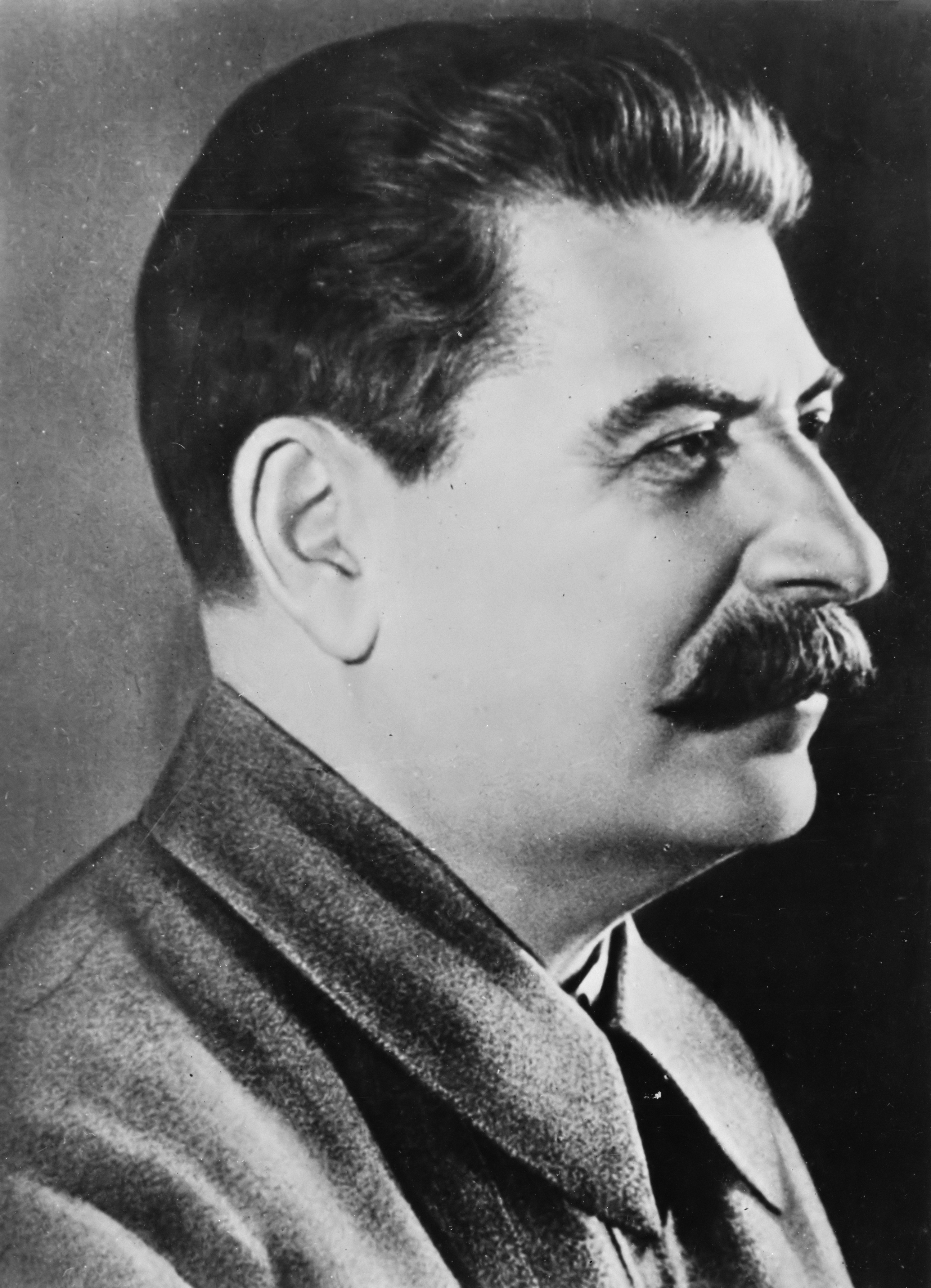
Josef Stalin, generální tajemník SSSR

Pro periodu sovětského nejhrubšího teroru mezi lety 1936–1938, druhou etapu Velké čistky, se používá termín ježovština podle tehdejšího lidového komisaře vnitra (tj. ministra vnitra) a zároveň šéfa tajné policie NKVD Nikolaje Ježova. Teror a politické procesy byly nejdříve zaměřeny na potenciální konkurenty z řad Stalinových spolustraníků v komunistické straně a armádě. Následovala fáze rozšíření teroru na celou sovětskou společnost. Dnes je odhadováno, že bylo postiženo celkově 4,5 až 5,5 milionů lidí. Oběti tyranie byly ve všech vrstvách obyvatelstva, mezi jinými se jednalo o deset blízkých spolupracovníků Lenina, tři maršály, šest členů politbyra Ústředního výboru komunistické strany a více než polovinu všech generálů Rudé armády. Dále pak teror postihl členy Komunistické internacionály a předáky zahraničních komunistických stran, pobývajících v sovětském exilu. Tím, že došlo k zavraždění až 60 % všech vyšších důstojníků armády, byla její bojeschopnost silně oslabena před začínající druhou světovou válkou. Po jejím skončení v roce 1945 došlo k nastolení druhé fáze procesů se silným antisemitským zaměřením, které ukončila až Stalinova smrt v roce 1953. Celkový odhad obětí stalinského teroru v letech 1929–1953 je 22 miliónů lidí, z nichž nejméně jedna třetina byla zastřelena nebo zahynula v táborech Gulagu.
Největší síly dosáhl teror během nejspektakulárnějších Moskevských procesů. Ty představovaly 4 velké procesy s prominenty KSSS, státu a Rudé armády, které byly předem připravené ministry Jagodou a Ježovem z vedení tajné policie GPU. Shodou okolností byli později oba dva také pohlceni stalinskou mašinérií.

## 1. proces (souzeno 16 osob)
15.–16. ledna 1935 byl zahájen proces s tzv. „Moskevským centrem“, který byl jakousi předehrou v celém dějství. V něm byli obžalováni Grigorij Zinovjev, Lev Kameněv a další z podílu na osnování kontrarevoluční organizace, přípravy teroristických akcí proti sovětské vládě a podílu na zavraždění Sergeje Kirova. Všichni byli shledáni vinnými a odsouzeni k mnohaletým trestům žaláře. Pak následoval první velký proces s tzv. „Trockisticko-zinověským centrem“ (19.–22. srpna 1936), kdy Zinovjev, Kameněv a další byli nařčeni z antisovětské činnosti, plánování vraždy vedoucích politických představitelů KSSS a špionáže. Tentokrát zněl rozsudek přísně, všichni obžalovaní dostali trest smrti.
Seznam obžalovaných:

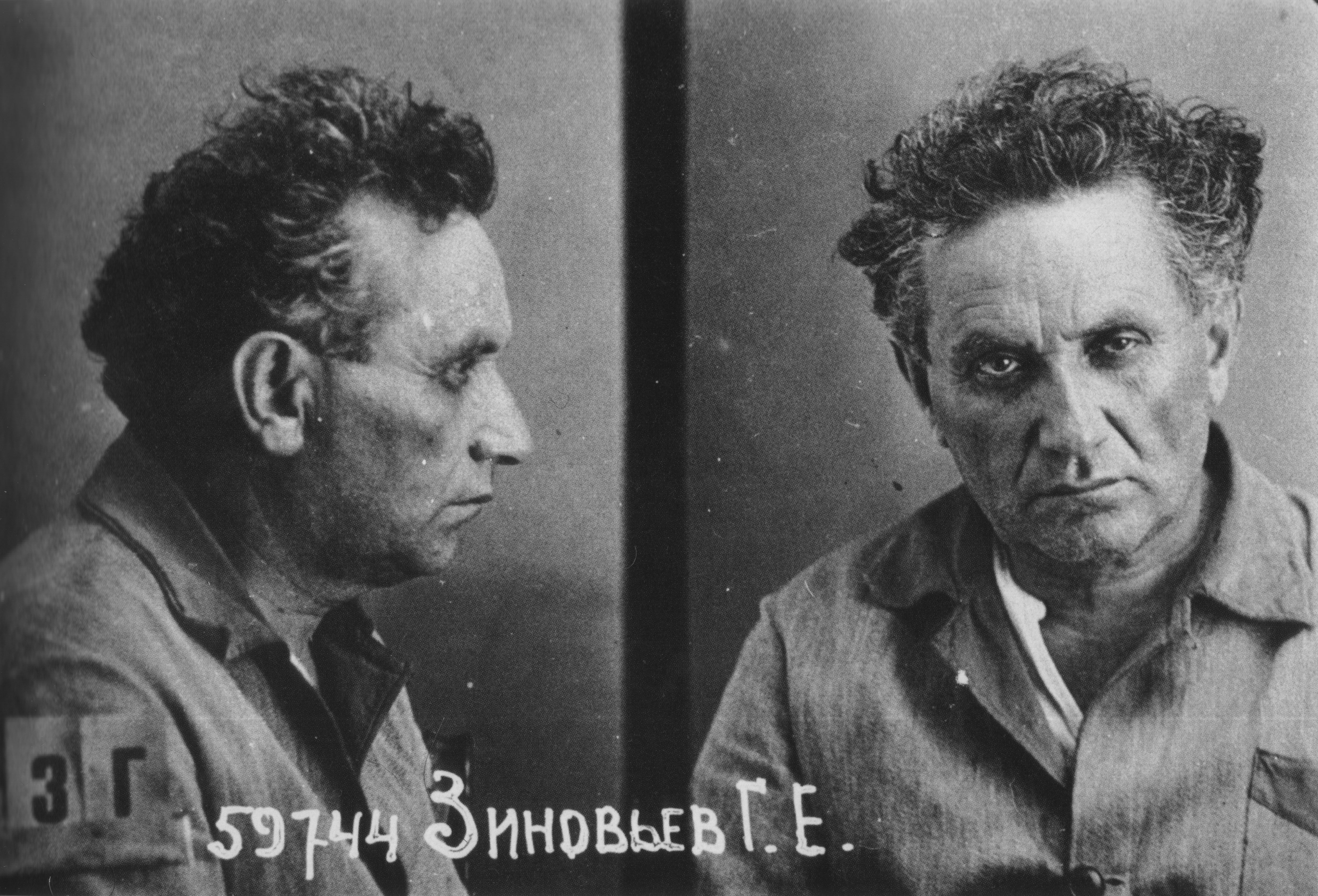
Fotografie vězněného Grigorije Zinovjeva před popravou v srpnu 1936

1. Grigorij Zinovjev (Hirsch Apfelbaum)
2. Lev Kameněv (Leo Rosenfeld)
3. Grigorij Jevdokimov
4. Ivan Bakajev
5. Sergej Mračkovskij
6. Vagaršak Ter-Vaganjan, tajemník Arménské KSS
7. Ivan Nikitič Smirnov, lidový komisař
8. Jefim Dreitzer
9. Izák Reingold
10. Richard Pickel
11. Eduard Holtzman
12. Fritz David
13. Valentin Olberg
14. Konon Berman-Jurin
15. Moisej Lurje
16. Natan Lurje

## 2. proces (souzeno 17 osob)

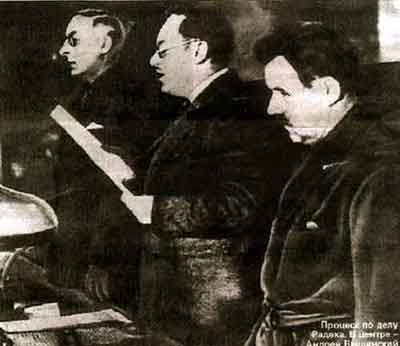
Generální prokurátor Andrej Vyšinskij čtoucí obžalobu Karla Radeka během procesu v lednu 1937

Mezi 23.–30. lednem 1937 se konal druhý proces s tzv. „Paralelním antisovětským trockistickým centrem“. Hlavním obžalovaným byl Karl Radek, dřívější aktivní soudruh v Komunistické internacionále a s ním i další, např. Georgij Pjatakov, Leonid Serebrjakov nebo Grigorij Sokolnikov. Většina odsouzených byla zastřelena.
Seznam obžalovaných:
| - Georgij Pjatakov - Karl Radek (Karol Sobelsohn) - Grigorij Sokolnikov (Girš Brilliant) - Nikolaj Muralov - Michajl Boguslavskij - Andrej Kolegajev - Leonid Serebrjakov | - V.V. Arnold - I.Y. Hrasche - I. Livchitz - I. Kňazev - Y. Turok - S. Rataičak | - B. Norkine - A. Čestov - M. Strojlov - P. Pouchine - Y. N. Drobnis |

## 3. proces

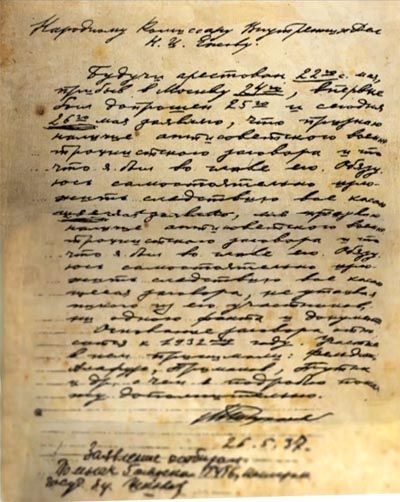
Doznání Michaila Tuchačevského podepsané 26. května 1937. Hnědé skvrny na papíře byly znalci později označeny za stopy od krve.

Třetí proces proběhl 11. června 1937 a byl specifický svým utajením. Důvodem k tomu byli obžalovaní, neboť se jednalo o hlavní příslušníky Rudé armády, včetně náčelníka generálního štábu Michaila Tuchačevského. Ve vykonstruovaném obvinění jim byl přisuzován fakt, že v dohodě s fašistickými mocnostmi se chystali svrhnout sovětské zřízení. 12. června 1937 byli popraveni.
Seznam obžalovaných:
| - Michail Tuchačevskij - Jona Jakir - Jeronim Uborevič | - Robert Petrovič Eideman - Avgust Ivanovič Kork - Vitovt Kazimirovič Putna | - Boris Mironovič Feldman - Vitalij Markovič Primakov |

- Jan Borisovič Gamarnik (před obviněním spáchal 31. května 1937 sebevraždu)

## 4. proces (souzeno 21 osob)
První a druhý proces směřoval vůči členům trockistické a tzv. nové opozice, třetí proti potenciálním oponentům v armádě. Čtvrtý byl namířen proti tzv. pravici („Pravicově trockistickému antisovětskému bloku“) a proběhl mezi 2.–12. březnem 1938. Na lavici obžalovaných seděli Nikolaj Bucharin, Christian Rakovskij a bývalý předseda vlády Alexej Rykov. Prokuratura je vinila z toho, že po celou dobu od Říjnové revoluce byli protisovětskými spiklenci, kteří osnovali plány na zavraždění Lenina i Stalina, cizím státům pak chtěli vydat části sovětského území. Odsouzeni byli taktéž k trestům smrti.
Seznam obžalovaných:

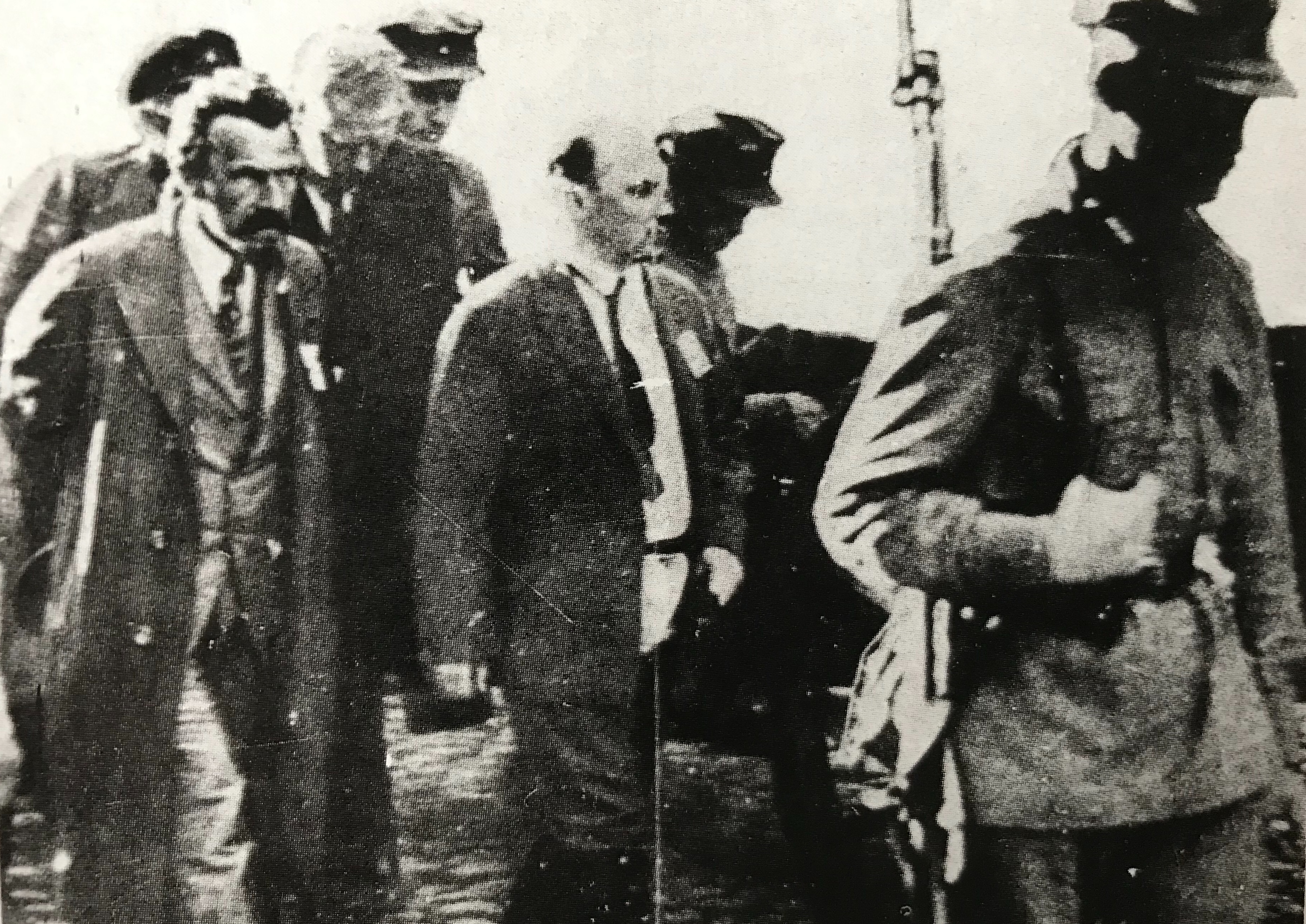
Alexej Rykov a Nikolaj Bucharin během procesu v březnu 1938

| - Alexej Rykov - Nikolaj Bucharin - Nikolaj Krestinskij - Christian Rakovskij (Kristo Stančev) - Genrich Jagoda (Jenon Jeguda) - Martin Lacis (Jānis Sudrabs) - Arkadij Rosengoltz - Vladimir Ivanov | - Michajl Černov - Grigorij Grinko - Isaac Zelenskij - Akmal Ikramov - Fajzulla Chodjajev - Vasilij Šarangovič - Prokopij Zubarev | - Pavel Bulanov - Lev Levin - Ignatij Kazakov - Venjamin Maximov-Dikovskij - Pjotr Krjučkov - Sergej Bessonov - Dmitrij Pletňov |

## Politické procesy v zahraničí
Celý průběh procesů byl postaven na absurdních přiznáních obžalovaných, které byly vynuceny brutálním násilím a psychickým nátlakem. Rozsudky nevznikaly klasickým soudním procesem, ale byly již předem napsány politickými činiteli. Sehrané politické procesy, podobné Moskevským, se odehrály i ve všech státech sovětského bloku ve 40. a 50. letech. V Československu například proces s tzv. „Protistátním spikleneckým centrem“ v čele s bývalým 1. tajemníkem komunistické strany Rudolfem Slánským v listopadu 1952.